# Чемпіонат Європи з футболу 2016 (кваліфікаційний раунд)

Чемпіонат Європи з футболу 2016 (кваліфікаційний раунд)

Кваліфікаційний раунд Чемпіонату Європи з футболу 2016 відбувався з вересня 2014 по листопад 2015 року і визначив учасників Чемпіонату Європи з футболу 2016, який пройде у Франції. У відбірковому турнірі брали участь 53 збірні (включаючи збірну Гібралтару, яка незадовго до цього була прийнята як 54-й член УЄФА), які розіграли 23 путівки на Євро-2016. Вперше в історії турніру зіграють 24 команди. Франція кваліфікувалась до фінального турніру як країна-організатор, однак вона також зіграла в групі I поза заліком як додаткова 54-та команда, яка не бере участі у відборі.

## Формат
У турнірі вперше візьме участь збірна Гібралтару. 
Кошики для жеребкування були оголошені 24 січня, а жеребкування кваліфікаційного етапу відбулося 23 лютого 2014 року в Ніцці.
УЄФА перед кваліфікацією ухвалила кілька рішень:
- в одну групу не потраплять збірні Вірменії та Азербайджану з політичних причин (у відборі на Євро-2008 обидві команди відмовилися грати один проти одного);
- в одну групу також не потраплять збірні Іспанії та Гібралтару.

## Учасники
- Виділені жирним команди кваліфікувались на Чемпіонат Європи з футболу 2016.

| - Австрія - Азербайджан1 - Албанія - Англія - Андорра - Бельгія - Білорусь - Болгарія - Боснія і Герцеговина - Вірменія1 - Гібралтар1 | - Греція - Грузія - Данія - Естонія - Ізраїль - Ірландія - Ісландія - Іспанія1 - Італія - Казахстан - Кіпр | - Латвія - Литва - Ліхтенштейн - Люксембург - Північна Македонія - Мальта - Молдова - Нідерланди - Німеччина - Норвегія - Північна Ірландія | - Польща - Португалія - Росія2 - Румунія - Сан-Марино - Сербія - Словаччина - Словенія - Туреччина - Угорщина - Уельс | - Україна - Фарерські острови - Фінляндія - Хорватія - Чехія - Чорногорія - Швейцарія - Швеція - Шотландія |

1: Під час жеребкування збірні Вірменії і Азербайджану, а також Іспанії і Гібралтару були розведені через політичні конфлікти між цими державами.

2: Росія проведе три домашні гри без глядачів через безлад російських фанів на Євро-2012.
Кошики для жеребкування кваліфікації Чемпіонату Європи з футболу 2016 УЄФА оголосило 24 січня 2014 року:
| Кошик 1 | Кошик 2 | Кошик 3 |
| --- | --- | --- |
| 1. Іспанія 2. Німеччина 3. Нідерланди 4. Італія 5. Англія 6. Португалія 7. Греція 8. Росія 9. Боснія і Герцеговина | 1. Україна 2. Хорватія 3. Швеція 4. Данія 5. Швейцарія 6. Бельгія 7. Чехія 8. Угорщина 9. Ірландія                     | 1. Сербія 2. Туреччина 3. Словенія 4. Ізраїль 5. Норвегія 6. Словаччина 7. Румунія 8. Австрія 9. Польща        |
| Кошик 4 | Кошик 5 | Кошик 6 |
| 1. Чорногорія 2. Вірменія 3. Шотландія 4. Фінляндія 5. Латвія 6. Уельс 7. Болгарія 8. Естонія 9. Білорусь          | 1. Ісландія 2. Північна Ірландія 3. Албанія 4. Литва 5. Молдова 6. Північна Македонія 7. Азербайджан 8. Грузія 9. Кіпр | 1. Люксембург 2. Казахстан 3. Ліхтенштейн 4. Фарерські острови 5. Мальта 6. Андорра 7. Сан-Марино 8. Гібралтар |

За цими кошиками 23 лютого було проведено жеребкування групового етапу.

## Кваліфіковані збірні
| Збірна            | Кваліфікувалась як           | Дата кваліфікації | Участі у фінальних турнірах                                           | Найкращий результат              |
| ----------------- | ---------------------------- | ----------------- | --------------------------------------------------------------------- | -------------------------------- |
| Франція           | Господар                     | 28 травня 2010    | 8 (1960, 1984, 1992, 1996, 2000, 2004, 2008, 2012)                    | Чемпіон (1984, 2000)             |
| Англія            | Переможець групи Е           | 5 вересня 2015    | 8 (1968, 1980, 1988, 1992, 1996, 2000, 2004, 2012)                    | 3-є місце (1968, 1996)           |
| Чехія3            | Переможець групи А           | 6 вересня 2015    | 8 (1960, 1976, 1980, 1996, 2000, 2004, 2008, 2012)                    | 2-е місце (1996)                 |
| Ісландія          | Друге місце групи А          | 6 вересня 2015    | 0 (дебют)                                                             | Дебют                            |
| Австрія           | Переможець групи G           | 8 вересня 2015    | 1 (2008)                                                              | Груповий етап (2008)             |
| Північна Ірландія | Переможець групи F           | 8 жовтня 2015     | 0 (дебют)                                                             | Дебют                            |
| Португалія        | Переможець групи I           | 8 жовтня 2015     | 6 (1984, 1996, 2000, 2004, 2008, 2012)                                | 2-е місце (2004)                 |
| Іспанія           | Переможець групи C           | 9 жовтня 2015     | 9 (1964, 1980, 1984, 1988, 1996, 2000, 2004, 2008, 2012)              | Чемпіон (1964, 2008, 2012)       |
| Швейцарія         | Друге місце групи E          | 9 жовтня 2015     | 3 (1996, 2004, 2008)                                                  | Груповий етап (1996, 2004, 2008) |
| Італія            | Переможець групи H           | 10 жовтня 2015    | 8 (1968, 1980, 1988, 1996, 2000, 2004, 2008, 2012)                    | Чемпіон (1968)                   |
| Бельгія           | Переможець групи В           | 10 жовтня 2015    | 4 (1972, 1980, 1984, 2000)                                            | 2-е місце (1980)                 |
| Уельс             | Друге місце групи В          | 10 жовтня 2015    | 0 (дебют)                                                             | Дебют                            |
| Румунія           | Друге місце групи F          | 11 жовтня 2015    | 4 (1984, 1996, 2000, 2008)                                            | Чвертьфінал (2000)               |
| Албанія           | Друге місце групи I          | 11 жовтня 2015    | 0 (дебют)                                                             | Дебют                            |
| Німеччина4        | Переможець групи D           | 11 жовтня 2015    | 11 (1972, 1976, 1980, 1984, 1988, 1992, 1996, 2000, 2004, 2008, 2012) | Чемпіон (1972, 1980, 1996)       |
| Польща            | Друге місце групи D          | 11 жовтня 2015    | 2 (2008, 2012)                                                        | Груповий етап (2008, 2012)       |
| Росія5            | Друге місце групи G          | 12 жовтня 2015    | 10 (1960, 1964, 1968, 1972, 1988, 1992, 1996, 2004, 2008, 2012)       | 3-є місце (2008)                 |
| Словаччина        | Друге місце групи C          | 12 жовтня 2015    | 0 (дебют)                                                             | Дебют                            |
| Хорватія          | Друге місце групи H          | 13 жовтня 2015    | 4 (1996, 2004, 2008, 2012)                                            | Чвертьфінал (1996, 2008)         |
| Туреччина         | Найкраща серед третіх команд | 13 жовтня 2015    | 3 (1996, 2000, 2008)                                                  | 3-є місце (2008)                 |
| Угорщина          | Переможець плей-оф           | 15 листопада 2015 | 2 (1964, 1972)                                                        | 3-є місце (1964)                 |
| Ірландія          | Переможець плей-оф           | 16 листопада 2015 | 2 (1988, 2012)                                                        | Груповий етап (1988, 2012)       |
| Швеція            | Переможець плей-оф           | 17 листопада 2015 | 6 (1992, 2000, 2004, 2008, 2012)                                      | 3-є місце (1992)                 |
| Україна           | Переможець плей-оф           | 17 листопада 2015 | 1 (2012)                                                              | Груповий етап (2012)             |

1 Виділення жирним означає перемога на турнірі
2 Виділення курсивом означає участь на турнірі в статусі господаря
3 З 1960 по 1980 роки Чехія брала участь у чемпіонатах Європи як Чехословаччина
4 З 1960 по 1988 роки Німеччина брала участь у чемпіонатах Європи як ФРН
5 З 1960 по 1988 роки Росія брала участь у чемпіонатах Європи як СРСР, а 1992 року як збірна СНД

## Дати проведення матчів
| Тур            | Дата                 |
| -------------- | -------------------- |
| Тур 1          | 7-9 вересня 2014     |
| Тур 2          | 9-11 жовтня 2014     |
| Тур 3          | 12-14 жовтня 2014    |
| Тур 4          | 14-16 листопада 2014 |
| Тур 5          | 27-29 березня 2015   |
| Тур 6          | 12-14 червня 2015    |
| Тур 7          | 3-5 вересня 2015     |
| Тур 8          | 6-8 вересня 2015     |
| Тур 9          | 8-10 жовтня 2015     |
| Тур 10         | 11-13 жовтня 2015    |
| 1 матч плей-оф | 12-14 листопада 2015 |
| 2 матч плей-оф | 15-17 листопада 2015 |

## Групи
| Кольорові позначення                |
| ----------------------------------- |
| Збірна кваліфікувалася на Євро-2016 |
| Збірна гратиме в плей-оф            |

### Група A
| М  | Команда    | І  | В | Н | П | МЗ | МП | РМ  | О  |
| -- | ---------- | -- | - | - | - | -- | -- | --- | -- |
| 1. | Чехія      | 10 | 7 | 1 | 2 | 19 | 14 | +5  | 22 |
| 2. | Ісландія   | 10 | 6 | 2 | 2 | 17 | 6  | +11 | 20 |
| 3. | Туреччина  | 10 | 5 | 3 | 2 | 14 | 9  | +5  | 18 |
| 4. | Нідерланди | 10 | 4 | 1 | 5 | 17 | 14 | +3  | 13 |
| 5. | Казахстан  | 10 | 1 | 2 | 7 | 7  | 18 | −11 | 5  |
| 6. | Латвія     | 10 | 0 | 5 | 5 | 6  | 19 | −13 | 5  |

|            | Чехія | Ісландія | Туреччина | Нідерланди | Казахстан | Латвія |
| ---------- | ----- | -------- | --------- | ---------- | --------- | ------ |
| Чехія      | —     | 2-1      | 0-2       | 2-1        | 2-1       | 1-1    |
| Ісландія   | 2-1   | —        | 3-0       | 2-0        | 0-0       | 2-2    |
| Туреччина  | 1-2   | 1-0      | —         | 3-0        | 3-1       | 1-1    |
| Нідерланди | 2-3   | 0-1      | 1-1       | —          | 3-1       | 6-0    |
| Казахстан  | 2-4   | 0-3      | 0-1       | 1-2        | —         | 0-0    |
| Латвія     | 1-2   | 0-3      | 1-1       | 0-2        | 0-1       | —      |

### Група B
| М  | Команда              | І  | В | Н | П  | МЗ | МП | РМ  | О  |
| -- | -------------------- | -- | - | - | -- | -- | -- | --- | -- |
| 1. | Бельгія              | 10 | 7 | 2 | 1  | 24 | 5  | +19 | 23 |
| 2. | Уельс                | 10 | 6 | 3 | 1  | 11 | 4  | +7  | 21 |
| 3. | Боснія і Герцеговина | 10 | 5 | 2 | 3  | 17 | 12 | +5  | 17 |
| 4. | Ізраїль              | 10 | 4 | 1 | 5  | 16 | 14 | +2  | 13 |
| 5. | Кіпр                 | 10 | 4 | 0 | 6  | 16 | 17 | −1  | 12 |
| 6. | Андорра              | 10 | 0 | 0 | 10 | 4  | 36 | −32 | 0  |

|                      | Бельгія | Уельс | Боснія і Герцеговина | Ізраїль | Кіпр | Андорра |
| -------------------- | ------- | ----- | -------------------- | ------- | ---- | ------- |
| Бельгія              | —       | 0-0   | 3-1                  | 3-1     | 5-0  | 6-0     |
| Уельс                | 1-0     | —     | 0-0                  | 0-0     | 2-1  | 2-0     |
| Боснія і Герцеговина | 1-1     | 2-0   | —                    | 3-1     | 1-2  | 3-0     |
| Ізраїль              | 0-1     | 0-3   | 3-0                  | —       | 1-2  | 4-0     |
| Кіпр                 | 0-1     | 0-1   | 2-3                  | 1-2     | —    | 5-0     |
| Андорра              | 1-4     | 1-2   | 0-3                  | 1-4     | 1-3  | —       |

### Група C
| М  | Команда            | І  | В | Н | П | МЗ | МП | РМ  | О  |
| -- | ------------------ | -- | - | - | - | -- | -- | --- | -- |
| 1. | Іспанія            | 10 | 9 | 0 | 1 | 23 | 3  | +20 | 27 |
| 2. | Словаччина         | 10 | 7 | 1 | 2 | 17 | 8  | +9  | 22 |
| 3. | Україна            | 10 | 6 | 1 | 3 | 14 | 4  | +10 | 19 |
| 4. | Білорусь           | 10 | 3 | 2 | 5 | 8  | 14 | −6  | 11 |
| 5. | Люксембург         | 10 | 1 | 1 | 8 | 6  | 27 | −21 | 4  |
| 6. | Північна Македонія | 10 | 1 | 1 | 8 | 6  | 18 | −12 | 4  |

|                    | Іспанія | Словаччина | Україна | Білорусь | Люксембург | Північна Македонія |
| ------------------ | ------- | ---------- | ------- | -------- | ---------- | ------------------ |
| Іспанія            | —       | 2-0        | 1-0     | 3-0      | 4-0        | 5-1                |
| Словаччина         | 2-1     | —          | 0-0     | 0-1      | 3-0        | 2-1                |
| Україна            | 0-1     | 0-1        | —       | 3-1      | 3-0        | 1-0                |
| Білорусь           | 0-1     | 1-3        | 0-2     | —        | 2-0        | 0-0                |
| Люксембург         | 0-4     | 2-4        | 0-3     | 1-1      | —          | 1-0                |
| Північна Македонія | 0-1     | 0-2        | 0-2     | 1-2      | 3-2        | —                  |

### Група D
| М  | Команда   | І  | В | Н | П  | МЗ | МП | РМ  | О  |
| -- | --------- | -- | - | - | -- | -- | -- | --- | -- |
| 1. | Німеччина | 10 | 7 | 1 | 2  | 24 | 9  | +15 | 22 |
| 2. | Польща    | 10 | 6 | 3 | 1  | 33 | 10 | +23 | 21 |
| 3. | Ірландія  | 10 | 5 | 3 | 2  | 19 | 7  | +12 | 18 |
| 4. | Шотландія | 10 | 4 | 3 | 3  | 22 | 12 | +10 | 15 |
| 5. | Грузія    | 10 | 3 | 0 | 7  | 10 | 16 | −6  | 9  |
| 6. | Гібралтар | 10 | 0 | 0 | 10 | 2  | 56 | −54 | 0  |

|           | Німеччина | Польща | Ірландія | Шотландія | Грузія | Гібралтар |
| --------- | --------- | ------ | -------- | --------- | ------ | --------- |
| Німеччина | —         | 3-1    | 1-1      | 2-1       | 2-1    | 4-0       |
| Польща    | 2-0       | —      | 2-1      | 2-2       | 4-0    | 8-1       |
| Ірландія  | 1-0       | 1-1    | —        | 1-1       | 1-0    | 7-0       |
| Шотландія | 2-3       | 2-2    | 1-0      | —         | 1-0    | 6-1       |
| Грузія    | 0-2       | 0-4    | 1-2      | 1-0       | —      | 4-0       |
| Гібралтар | 0-7       | 0-7    | 0-4      | 0-6       | 0-3    | —         |

### Група E
| М  | Команда    | І  | В  | Н | П | МЗ | МП | РМ  | О  |
| -- | ---------- | -- | -- | - | - | -- | -- | --- | -- |
| 1. | Англія     | 10 | 10 | 0 | 0 | 31 | 3  | +28 | 30 |
| 2. | Швейцарія  | 10 | 7  | 0 | 3 | 24 | 8  | +16 | 21 |
| 3. | Словенія   | 10 | 5  | 1 | 4 | 18 | 11 | +7  | 16 |
| 4. | Естонія    | 10 | 3  | 1 | 6 | 4  | 9  | −5  | 10 |
| 5. | Литва      | 10 | 3  | 1 | 6 | 7  | 18 | −11 | 10 |
| 6. | Сан-Марино | 10 | 0  | 1 | 9 | 1  | 36 | −35 | 1  |

|            | Англія | Швейцарія | Словенія | Естонія | Литва | Сан-Марино |
| ---------- | ------ | --------- | -------- | ------- | ----- | ---------- |
| Англія     | —      | 2-0       | 3-1      | 2-0     | 4-0   | 5-0        |
| Швейцарія  | 0-2    | —         | 3-2      | 3-0     | 4-0   | 7-0        |
| Словенія   | 2-3    | 1-0       | —        | 1-0     | 1-1   | 6-0        |
| Естонія    | 0-1    | 0-1       | 1-0      | —       | 1-0   | 2-0        |
| Литва      | 0-3    | 1-2       | 0-2      | 1-0     | —     | 2-1        |
| Сан-Марино | 0-6    | 0-4       | 0-2      | 0-0     | 0-2   | —          |

### Група F
| М  | Команда           | І  | В | Н | П | МЗ | МП | РМ  | О  |
| -- | ----------------- | -- | - | - | - | -- | -- | --- | -- |
| 1. | Північна Ірландія | 10 | 6 | 3 | 1 | 16 | 8  | +8  | 21 |
| 2. | Румунія           | 10 | 5 | 5 | 0 | 11 | 2  | +9  | 20 |
| 3. | Угорщина          | 10 | 4 | 4 | 2 | 11 | 9  | +2  | 16 |
| 4. | Фінляндія         | 10 | 3 | 3 | 4 | 9  | 10 | −1  | 12 |
| 5. | Фарерські острови | 10 | 2 | 0 | 8 | 6  | 17 | −11 | 6  |
| 6. | Греція            | 10 | 1 | 3 | 6 | 7  | 14 | −7  | 6  |

|                   | Північна Ірландія | Румунія | Угорщина | Фінляндія | Фарерські острови | Греція |
| ----------------- | ----------------- | ------- | -------- | --------- | ----------------- | ------ |
| Північна Ірландія | —                 | 0-0     | 1-1      | 2-1       | 2-0               | 3-1    |
| Румунія           | 2-0               | —       | 1-1      | 1-1       | 1-0               | 0-0    |
| Угорщина          | 1-2               | 0-0     | —        | 1-0       | 2-1               | 0-0    |
| Фінляндія         | 1-1               | 0-2     | 0-1      | —         | 1-0               | 1-1    |
| Фарерські острови | 1-3               | 0-3     | 0-1      | 1-3       | —                 | 2-1    |
| Греція            | 0-2               | 0-1     | 4-3      | 0-1       | 0-1               | —      |

### Група G
| М  | Команда     | І  | В | Н | П | МЗ | МП | РМ  | О  |
| -- | ----------- | -- | - | - | - | -- | -- | --- | -- |
| 1. | Австрія     | 10 | 9 | 1 | 0 | 22 | 5  | +17 | 28 |
| 2. | Росія       | 10 | 6 | 2 | 2 | 21 | 5  | +16 | 20 |
| 3. | Швеція      | 10 | 5 | 3 | 2 | 15 | 9  | +6  | 18 |
| 4. | Чорногорія  | 10 | 3 | 2 | 5 | 10 | 13 | −3  | 11 |
| 5. | Ліхтенштейн | 10 | 1 | 2 | 7 | 2  | 26 | −24 | 5  |
| 6. | Молдова     | 10 | 0 | 2 | 8 | 4  | 16 | −12 | 2  |

|             | Австрія | Росія | Швеція | Чорногорія | Ліхтенштейн | Молдова |
| ----------- | ------- | ----- | ------ | ---------- | ----------- | ------- |
| Австрія     | —       | 1-0   | 1-1    | 1-0        | 3-0         | 1-0     |
| Росія       | 0-1     | —     | 1-0    | 2-0        | 4-0         | 1-1     |
| Швеція      | 1-4     | 1-1   | —      | 3-1        | 2-0         | 2-0     |
| Чорногорія  | 2-3     | 0-3   | 1-1    | —          | 2-0         | 2-0     |
| Ліхтенштейн | 0-5     | 0-7   | 0-2    | 0-0        | —           | 1-1     |
| Молдова     | 1-2     | 1-2   | 0-2    | 0-2        | 0-1         | —       |

### Група H
| М  | Команда     | І  | В | Н | П | МЗ | МП | РМ  | О  |
| -- | ----------- | -- | - | - | - | -- | -- | --- | -- |
| 1. | Італія      | 10 | 7 | 3 | 0 | 16 | 7  | +9  | 24 |
| 2. | Хорватія[b] | 10 | 6 | 3 | 1 | 20 | 5  | +15 | 20 |
| 3. | Норвегія    | 10 | 6 | 1 | 3 | 13 | 10 | +3  | 19 |
| 4. | Болгарія    | 10 | 3 | 2 | 5 | 9  | 12 | −3  | 11 |
| 5. | Азербайджан | 10 | 1 | 3 | 6 | 7  | 18 | −11 | 6  |
| 6. | Мальта      | 10 | 0 | 2 | 8 | 3  | 16 | −13 | 2  |

|             | Італія | Хорватія | Норвегія | Болгарія | Азербайджан | Мальта |
| ----------- | ------ | -------- | -------- | -------- | ----------- | ------ |
| Італія      | —      | 1-1      | 2-1      | 1-0      | 2-1         | 1-0    |
| Хорватія    | 1-1    | —        | 5-1      | 3-0      | 6-0         | 2-0    |
| Норвегія    | 0-2    | 2-0      | —        | 2-1      | 0-0         | 2-0    |
| Болгарія    | 2-2    | 0-1      | 0-1      | —        | 2-0         | 1-1    |
| Азербайджан | 1-3    | 0-0      | 0-1      | 1-2      | —           | 2-0    |
| Мальта      | 0-1    | 0-1      | 0-3      | 0-1      | 2-2         | —      |

b У матчі Хорватія-Італія на газоні було помічене зображення свастики, через що контрольно-дисциплінарна та етична інстанція УЄФА ухвалила рішення зняти з хорватів 1 очко. Федерація футболу Хорватії подала апеляцію на це рішення. Слухання відбулося 17 вересня 2015, на якому апеляція була відхилена.

### Група I
| М  | Команда    | І | В | Н | П | МЗ | МП | РМ | О    |
| -- | ---------- | - | - | - | - | -- | -- | -- | ---- |
| 1. | Португалія | 8 | 7 | 0 | 1 | 11 | 5  | +6 | 21   |
| 2. | Албанія    | 8 | 4 | 2 | 2 | 10 | 5  | +5 | 14   |
| 3. | Данія      | 8 | 3 | 3 | 2 | 8  | 5  | +3 | 12   |
| 4. | Сербія     | 8 | 2 | 1 | 5 | 8  | 13 | −5 | 4[а] |
| 5. | Вірменія   | 8 | 0 | 2 | 6 | 5  | 14 | −9 | 2    |

|            | Португалія | Албанія | Данія | Сербія | Вірменія |
| ---------- | ---------- | ------- | ----- | ------ | -------- |
| Португалія | —          | 0-1     | 1-0   | 2-1    | 1-0      |
| Албанія    | 0-1        | —       | 1-1   | 0-2    | 2-1      |
| Данія      | 0-1        | 0-0     | —     | 2-0    | 2-1      |
| Сербія     | 1-2        | 0-3     | 1-3   | —      | 2-0      |
| Вірменія   | 2-3        | 0-3     | 0-0   | 1-1    | —        |

a У матчі Сербія—Албанія господарям була зарахована технічна перемога, але водночас сербам було віднято три пункти через безлад вболівальників, які атакували албанських гравців

## Плей-оф
До плей-оф за місце у фінальній частині турніру потрапили збірні, які посіли треті місця в своїх групах. Збірна, яка мала найкращий результат після кваліфікаційного раунду — Туреччини, кваліфікувалась напряму. Інші вісім збірних, після проведення жеребкування (і розбиття на пари команд) проведуть зустрічі, які визначать чотирьох переможців. Таким чином, з третіх місць в групах до фінальної частини виходить п'ять збірних.
Всі групи кваліфікаційного раунду, крім групи I, складались з шести команд (група I — п'ять збірних). Тому, під час підрахунку рейтингу команд, що зайняли треті місця у групах A-H, не враховувались матчі з командою, що посіла останнє місце у групі.
| М  | Команда                        | І | В | Н | П | МЗ | МП | РМ | О  |
| -- | ------------------------------ | - | - | - | - | -- | -- | -- | -- |
| 1. | Туреччина (група A)            | 8 | 5 | 1 | 2 | 12 | 7  | +5 | 16 |
| 2. | Угорщина (група F)             | 8 | 4 | 3 | 1 | 8  | 5  | +3 | 15 |
| 3. | Україна (група C)              | 8 | 4 | 1 | 3 | 11 | 4  | +7 | 13 |
| 4. | Норвегія (група H)             | 8 | 4 | 1 | 3 | 8  | 10 | −2 | 13 |
| 5. | Данія (група I)                | 8 | 3 | 3 | 2 | 8  | 5  | +3 | 12 |
| 6. | Швеція (група G)               | 8 | 3 | 3 | 2 | 11 | 9  | +2 | 12 |
| 7. | Ірландія (група D)             | 8 | 3 | 3 | 2 | 8  | 7  | +1 | 12 |
| 8. | Боснія і Герцеговина (група B) | 8 | 3 | 2 | 3 | 11 | 12 | −1 | 11 |
| 9. | Словенія (група E)             | 8 | 3 | 1 | 4 | 10 | 11 | −1 | 10 |

Розподіл по кошиках перед жеребкуванням плей-оф відбору:
| Кошик             | Місце                | Збірна | Коефіцієнт |
| ----------------- | -------------------- | ------ | ---------- |
| Кошик 1 (сіяні)   |                      |        |            |
| 1                 | Боснія і Герцеговина | 30,367 |            |
| 2                 | Україна              | 30,313 |            |
| 3                 | Швеція               | 29,028 |            |
| 4                 | Угорщина             | 27,142 |            |
| Кошик 2 (несіяні) |                      |        |            |
| 5                 | Данія                | 27,140 |            |
| 6                 | Ірландія             | 26,902 |            |
| 7                 | Норвегія             | 26,439 |            |
| 8                 | Словенія             | 25,441 |            |

### Матчі
| Команда 1            | Заг. | Команда 2 | 1-й матч | 2-й матч |
| -------------------- | ---- | --------- | -------- | -------- |
| Україна              | 3:1  | Словенія  | 2:0      | 1:1      |
| Швеція               | 4:3  | Данія     | 2:1      | 2:2      |
| Боснія і Герцеговина | 1:3  | Ірландія  | 1:1      | 0:2      |
| Норвегія             | 1:3  | Угорщина  | 0:1      | 1:2      |

## Бомбардири
13 голів
- Роберт Левандовський

11 голів
- Златан Ібрагімович

9 голів
- Томас Мюллер

8 голів
- Едін Джеко
- Артем Дзюба

7 голів
- Марк Янко
- Вейн Руні
- Кайл Лафферті
- Стівен Флетчер
- Гарет Бейл
- Андрій Ярмоленко

6 голів
- Денні Велбек
- Гілфі Сігурдссон
- Аркадіуш Мілік
- Мілівоє Новакович
- Іван Перишич

5 голів
- Кевін Де Брейне
- Еден Азар
- Омер Дамарі
- Роббі Кін
- Джонатан Волтерс
- Франсіско Алькасер
- Клас-Ян Гунтелар
- Кріштіану Роналду
- Марек Гамшик
- Шон Малоні